# Chatom
Chatom é uma cidade  localizada no estado americano do Alabama, no Condado de Washington.

## Demografia
Segundo o censo americano de 2000, a sua população era de 1193 habitantes.
Em 2006, foi estimada uma população de 1175, um decréscimo de 18 (-1.5%).

## Geografia
De acordo com o United States Census Bureau, a localidade tem uma área de 28,2 km², sem área coberta por água. Chatom localiza-se a aproximadamente 77 m acima do nível do mar.

## Localidades na vizinhança
O diagrama seguinte representa as localidades num raio de 40 km ao redor de Chatom.